# 颞下颌关节
颞下颌关节为颅骨的唯一关节，又称下颌关节，由下颌骨的下颌头与颞骨的下颌窝和关节结节构成。关节囊松弛，囊内有纤维软骨构成的关节盘。张口时，下颌骨体向后下方运动，下颌头和关节盘滑至关节结节的下方，闭口时，下颌骨上提，下颌头和关节盘滑回关节窝。